# Realme 5
El Realme 5 es un teléfono inteligente de la compañía india/china Realme lanzado en 2019. Es el sucesor del Realme 3, que se lanzó el mismo año.

## Especificaciones

### Hardware
El Realme 5 utiliza el SoC Qualcomm Snapdragon 665 AIE de 64 bits con un procesador octa core capaz de funcionar a 2,0 GHz como máximo y la GPU Adreno 610. Está alimentado por una batería de alta capacidad de 5000 mAh. La parte frontal cuenta con una pantalla HD+ de 6,5 pulgadas (720x1600) con protección Gorilla Glass 3. El dispositivo tiene tres modelos disponibles: 3 GB de RAM/32 GB de almacenamiento, 4 GB de RAM/64 GB de almacenamiento o 4 GB de RAM/128 GB de almacenamiento. Admite expansión de memoria de hasta 256 GB a través de la ranura para tarjeta microSD.

#### Cámara
Realme 5 tiene una configuración de cámara cuádruple que incluye un sensor primario de 12 megapíxeles con apertura f/1.8. La segunda cámara es un sensor ultra gran angular de 8 megapíxeles, mientras que la tercera y la cuarta cámara son sensores de 2 megapíxeles para el modo de profundidad y macro. La cámara frontal es un sensor de 13 megapíxeles y tiene un modo de belleza AI. Las cámaras están habilitadas para IA con detección de escenas para capturar mejores fotos.

### Software
El Realme 5 viene con ColorOS 6.0.1 basado en el sistema operativo Android 9.0 (Pie), y tiene un diseño espacial personalizado y un modo de interacción casi nativo exclusivo de Realme. Realme ha desarrollado la tecnología de optimización de la calidad del sonido de los altavoces pequeños Dirac Power Sound junto con Dirac Research AB para mejorar el audio.

## Realme 5i
Realme 5i es una versión mejorada del Realme 5. Se lanzó en enero de 2020. Es similar al Realme 5, pero tiene una cámara de 8 MP en la parte delantera y un diseño trasero diferente. El precio del modelo de Realme 5i es el mismo que el modelo de Realme 5, a partir de ₹ 11,999. El Realme 5i tiene 64 GB de almacenamiento interno con 3 GB de RAM. Tanto el 5 como el 5i se pueden actualizar a Android 10.